# Weber Inc.
Weber Inc. er en amerikansk producent af grills med hovedkvarter i Chicago. De producerer kulgrills, gasgrills, elektriske grills og grilltilbehør. Desuden ejer de restauranter og udgiver kogebøger. Weber er siden 2023 helejet af BDT Capital Partners. Virksomheden var tidligere kendt under navnet Weber-Stephen og blev oprindeligt etableret 8. maj 1893 som Weber Bros. Metal Works.